# 矢島稔
矢島 稔（やじま みのる、1930年7月18日 - 2022年4月26日）は、日本の昆虫学者。群馬県立ぐんま昆虫の森名誉園長。

## 経歴
東京府豊多摩郡野方町（現東京都中野区）出身。1949年、日本昆虫学会主催のコンクールで論文が入賞、昆虫学者の道に進むことを決意する。旧制市立東京第三中学校（東京都立文京高等学校）を経て、1957年、東京学芸大学学芸学部1部乙類理科を卒業、同年豊島園昆虫館の創設に携わる。
上野動物園水族館館長を経て、1987年より多摩動物公園園長。園長を1990年に定年退職した翌年、長年の動物園事業に対する功労として文部大臣表彰を受ける。1997年、財団法人東京動物園協会理事長。1999年から群馬県立ぐんま昆虫の森園長に就任（2013年から名誉園長）。
NHKのラジオ番組「夏休み子ども科学電話相談」には回答者として放送開始当初から関わり、2017年にはNHK放送文化賞を受賞した。他に全国昆虫施設連絡協議会顧問、公益財団法人日本鳥類保護連盟顧問、日本ホタルの会名誉会長、公益財団法人日野自動車グリーンファンド理事などを務めた。

## 年譜
- 1957年 - 豊島園昆虫館を創設[8]。
- 1961年 - 多摩動物公園昆虫園を開設[8]。
- 1964年 - 雑誌『インセクタリウム』を創刊[8]。
- 1978年 - 東京都恩賜上野動物園水族館館長[4]
- 1987年 - 東京都多摩動物公園園長に就任[8][4]。
- 1988年 - 多摩動物公園昆虫生態園を開設[6]。
- 1992年10月 - 日本ホタルの会発足[9]。
- 1992年 - 全国昆虫施設連絡協議会顧問[4]。
- 1997年 - 財団法人東京動物園協会理事長に就任[4]。
- 1999年 - 群馬県立ぐんま昆虫の森園長に就任[8][4]。
- 2000年 - 日本ホタルの会会長に就任[4]。
- 2006年 - 日本ホタルの会名誉会長に就任[4]。
- 2013年4月 - 群馬県立ぐんま昆虫の森名誉園長に就任。
- 2022年4月26日 - 肺炎のため東京都内の病院で死去[1]。91歳没。

## 受賞歴
- 1980年 - 棚橋賞（日本博物館協会）[8]
- 1991年 - 文部大臣表彰[6]
- 1998年 - 第47回 小学館児童出版文化賞[10]
- 2013年 - 動物学教育賞（日本動物学会）[11]
- 2017年 - 第68回 日本放送協会放送文化賞[12]
- 産経児童出版文化賞・理想教育財団賞[13]

## 出演
- 宇宙一せまい授業!（あっ!とおどろく放送局）
- 全国こども電話相談室（JRN系列）[14]
- 夏休み子ども科学電話相談（NHKラジオ第1放送）[12]

昆虫分野の回答者。 放送開始年の1984年から2016年7月21日迄の間、回答者として参加。上野動物園水族館の館長や多摩動物公園の園長を務めた経歴もあることから、動物分野などでの質問に対する回答でもサポートすることがある。
2013年8月7日深夜にはラジオ深夜便「列島インタビュー」（1時-2時）にゲスト出演し「子ども電話相談で子供たちに教えられた30年」と題してこれまでの放送を振り返って話す。
- NHK人間講座（「謎解き昆虫記」2000年7月-9月、NHK教育テレビ）
- 爆笑問題のニッポンの教養（NHK総合テレビ）[12]
- アインシュタインの眼（BSプレミアム）[12]

## 著書
- 『昆虫の採集・標本と飼い方』有井泰絵、牧書店、1961年。
- 『科学のアルバム 2 モンシロチョウ』あかね書房、1970年。
- 『昆虫の飼いかた』秋田書店〈カラー版ジュニア入門百科 ゴールド版〉、1973年
- 『昆虫生態図鑑 : たのしいかんさつ』樋渡育夫え、朝日ソノラマ、1974年。／『昆虫生態図鑑 たのしいかんさつ オール写真図解版』、朝日ソノラマ、1980年
- 『昆虫ってなんだろう』小峰書店〈自然科学シリーズ〉、1975年、ISBN 978-4-338-02811-0。
- 『小さな知恵者たち 昆虫の決定的瞬間』朝日ソノラマ〈カラーフォトシリーズ〉、1975年。
- 『昆虫の生きる世界 昆虫入門』文化出版局〈よつば新書〉、1976年。
- 『ちょうとが』有藤寛一郎ほか絵、図鑑の北隆館〈原色幼年図鑑〉、1977年
- 『昆虫誌 光とはばたきの信号』東京書籍〈東書選書〉、1981年、ISBN 978-4-487-72162-7。
- 『自然のかくし絵 昆虫の保護色と擬態』偕成社、1983年
- 『昆虫ノート』新潮文庫、1983年
- 『虫たちの冬ごし』さ・え・ら書房〈やさしい科学〉、1985年、ISBN 4-378-03822-6。
- 編著『動物園へ行きたくなる本』リバティ書房、1989年、ISBN 4-947629-15-0。
- 編著『昆虫の国 多摩動物公園昆虫生態園をつくる』けやき出版〈Keyaki books〉、1990年、ISBN 978-4-905845-74-4。
- 『昆虫たちの「衣・食・住」学』同文書院、1990年、ISBN 4-8103-4030-9。
- 『カブトムシにはなぜ角がある おもしろミステリアス昆虫記』PHP研究所、1991年、ISBN 4-569-53252-7。
- 『動物の博物誌 ホタルからネッシーまで』リバティ書房、1993年、ISBN 4-947629-48-7。
- 『黒いトノサマバッタ』偕成社〈わたしの昆虫記〉、1998年、ISBN 4-03-617110-0。　小学館児童出版文化賞受賞　産経児童出版文化賞理想教育財団科学賞受賞
- 『ホタルが教えてくれたこと』偕成社〈わたしの昆虫記〉、2000年、ISBN 4-03-617120-8。
- 『チョウとガのふしぎな世界』偕成社〈わたしの昆虫記〉、2001年
- 『蝶を育てるアリ わが昆虫フィールドノート』文春新書、2002年
- 『謎とき昆虫ノート』日本放送出版協会〈NHKライブラリー〉、2003年、ISBN 4-14-084163-X。
- 『虫に出会えてよかった』フレーベル館、2004年、ISBN 4-577-02755-0。
- 『モンシロチョウ』あかね書房、2005年、ISBN 978-4-251-03302-4。
- 『樹液をめぐる昆虫たち』偕成社〈わたしの昆虫記〉、2005年、ISBN 4-03-617140-2。　産経児童出版文化賞受賞
- 『心にひびけカンタンの声』偕成社〈わたしの昆虫記〉、2007年、ISBN 978-4-03-617150-7。
- 『ハチのふしぎとアリのなぞ』偕成社、2008年

### 共編著
- 古川晴男共著『昆虫と植物』清水勝絵、小学館〈科学図説シリーズ〉、1962年。
- 林寿郎共著『虫のふしぎと飼いかた・ふやしかた』あすなろ書房、1966年。
- 日高敏隆・庄司和晃共著『昆虫の生態図鑑』小学館〈小学館の学習図鑑シリーズ〉、1968年。
- 有藤寛一郎絵『アリの子ツク』ポプラ社〈ポプラ社の少年文庫〉、1970年。
- まつばらいわきえ『ちょうとはち』偕成社〈幼児のずかん〉、1973年。
- 横内襄絵『とんぼ・ばった』偕成社〈幼児のずかん〉、1973年。
- 横内襄絵『かぶとむし・せみ』偕成社〈幼児のずかん〉、1973年。
- 矢島稔ほか『こん虫のせかい』偕成社〈幼年カラー百科〉、1973年。
- 松本零士共著『昆虫おもしろブック : ムシの見つけ方, 飼い方, つきあい方』主婦と生活社〈21世紀ブックス〉、1974年／『昆虫おもしろブック 驚き!!ムシたちのとんでもない生き方』主婦と生活社、1997年、ISBN 978-4-391-12049-3。／『昆虫おもしろブック : 驚き!!ムシたちのとんでもない生き方』光文社〈知恵の森文庫〉、2004年、ISBN 4-334-78301-5。
- 竹山のぼるえ『昆虫の飼い方』東京動物園協会、1977年。
- 荻野昭共著『ホタル』偕成社〈観察の本〉、1980年
- 文・解説、佐藤有恒写真『ホタルのくらし』偕成社〈カラー自然シリーズ〉、1983年、ISBN 4-03-333460-2。
- 佐藤有恒写真『昆虫』東海大学出版会〈フィールド図鑑〉、1984年、ISBN 4-486-00806-5。
- 編『むしのなかま』ポプラ社〈ポプラこどもずかん〉、1998年、ISBN 4-591-05610-4。
- 白木靖美共編著『自然を彩るチョウたち 1』未来文化社〈切手ミュージアム〉、1999年
- つだかつみ絵『ドクトル・ムッシーの昆虫おもしろふしぎ探検記』小学館、2001年
- 監修『世界びっくり昆虫大集合』成美堂出版、2003